# Lenguas nyanga-buyi
Las lenguas nyanga-buyi o ñanga-buyi son un pequeño grupo formados por dos lenguas, clasificadas como D.40-50 en la clasificación de Guthrie modificada. De acuerdo con Nurse y Philippson (2003), forman un grupo filogenético válido:
Nyanga, Buyi